# Меттерних, Клеменс фон
Граф, затем (с 1813) князь Клеменс Венцель Лотар фон Ме́ттерних-Виннебург цу Байльштайн (нем. Klemens Wenzel Lothar von Metternich-Winneburg zu Beilstein; 15 мая 1773, Кобленц — 11 июня 1859, Вена) — австрийский дипломат из рода Меттернихов, министр иностранных дел в 1809—1848 годах, главный организатор Венского конгресса 1815 года. Руководил политическим переустройством Европы после Наполеоновских войн. Известен своими крайне консервативными взглядами. Автор ценных мемуаров. С 1818 года носил титул герцога Портелья.

## Ранние годы
Родился 15 мая 1773 года в Кобленце, в семье графа Франца Георга из рода Меттернихов. Молодость свою провёл в родном городе. В 1788 году Клеменс поступил в Страсбургский университет, но уже в 1790 году отец вызвал его во Франкфурт для присутствия в качестве церемониймейстера при коронации Леопольда II.
Вступление его в самостоятельную жизнь совпало с началом Французской революции, к которой он сразу отнесся враждебно. Был свидетелем восстания в Страсбурге, и виденные им сцены произвели на него глубокое впечатление. В Майнце, где он продолжал изучать право, жило множество французских эмигрантов. Общение с ними, по его словам, научило «понимать ошибки старого порядка»; постоянная смена событий показала ему «нелепости и преступления, в которые вовлекаются нации, подкапывающие основы общественного строя». Посетив Англию и Голландию, поселился в Вене, где женился на графине Марии Элеоноре фон Кауниц-Ритберг, внучке и наследнице канцлера Кауница.
Умел ездить на лошади.

## Дипломатическое поприще
На дипломатическое поприще выступил впервые в 1798 году в качестве представителя вестфальской коллегии на Раштадтском конгрессе. Затем сопровождал графа Иоганна Филиппа фон Штадиона в его дипломатической поездке в Санкт-Петербург и Берлин.
В 1801 году был назначен австрийским посланником в Дрезден, в 1803 году — в Берлин. Здесь начал готовить новую коалицию против Франции, стараясь убедить Пруссию примкнуть к союзу Австрии, Англии и России, и в то же время поддерживая самые дружеские отношения с французским послом при берлинском дворе, Лафоре.
В 1806 году был послом в Париже, по личному желанию Наполеона, получившего самые лестные отзывы о нём от Лафоре. В 1807 году Меттерниху удалось выговорить очень выгодные для Австрии уступки при заключении договора в Фонтенбло.
Союз между Францией и Россией, заключенный в Тильзите, поставил Венский двор в затруднительное положение. Меттерних находил, что Австрия должна стараться вступить в союз с Францией и расстроить дружественные отношения между последней и Россией, чтобы отвратить раздел Турции или получить в нём свою долю. Эрфуртское свидание разрушило его надежды на прочный союз с Францией. Уже в 1808 году Меттерних доносил, что Наполеон намеревается вскоре напасть на Австрию и что рано или поздно Австрия должна будет прибегнуть к самообороне. В 1809 году Австрия начала наступательные действия, но они окончились полнейшей неудачей, и Австрии пришлось купить мир ценой уступки части австрийской Польши и иллирийских провинций. С этих пор Австрия держалась политики расчета, в которой не было места каким бы то ни было национальным симпатиям.

## На посту министра
Преемником Иоганна Филиппа фон Штадиона, отождествлявшего интересы Австрии с освобождением Германии, был назначен Меттерних, который, вступив 8 октября 1809 года в должность министра иностранных дел, оставался бессменно на этом посту в течение 38 лет. Не прошло и 4-х месяцев со времени заключения мира, как был подписан брачный контракт между дочерью императора Франца, Марией-Луизой, и Наполеоном. Цель политики Меттерниха была достигнута: дружба между Францией и Россией прекратилась. В войне между ними как Меттерних, так и император Франц предпочли бы сохранить нейтралитет, потому что Австрия страдала в то время от банкротства, и правительство принуждено было понизить в пять раз ценность бумажных денег, которыми оно расплачивалось со своими чиновниками. Но Наполеон настаивал на содействии Австрии и принудил её к заключению союзного трактата 14 марта 1812 года. Деятельного участия в войне Австрия, однако, не принимала; австрийский корпус, посланный на юг России, почти не нанес вреда русским.

После бегства Наполеона из России Австрия уведомила его, что не может дольше оставаться в положении зависимого союзника, но при некоторых уступках он может по-прежнему рассчитывать на её дружбу. После заключения перемирия (4 июня 1813 года) Меттерних предложил Наполеону посредничество Австрии для достижения всеобщего мира. Австрия соглашалась предоставить Наполеону всю Италию и Голландию, левый берег Рейна и протекторат над западной Германией; она требовала только возвращения Австрии провинций, отнятых у неё после войны 1809 года, восстановления власти Пруссии в западной Польше и уступки Францией северогерманских областей, отнятых ею после 1801 года. Наполеон делал вид, будто взвешивает предложения Австрии, но на самом деле только выжидал, уверенный в слабости противников. 

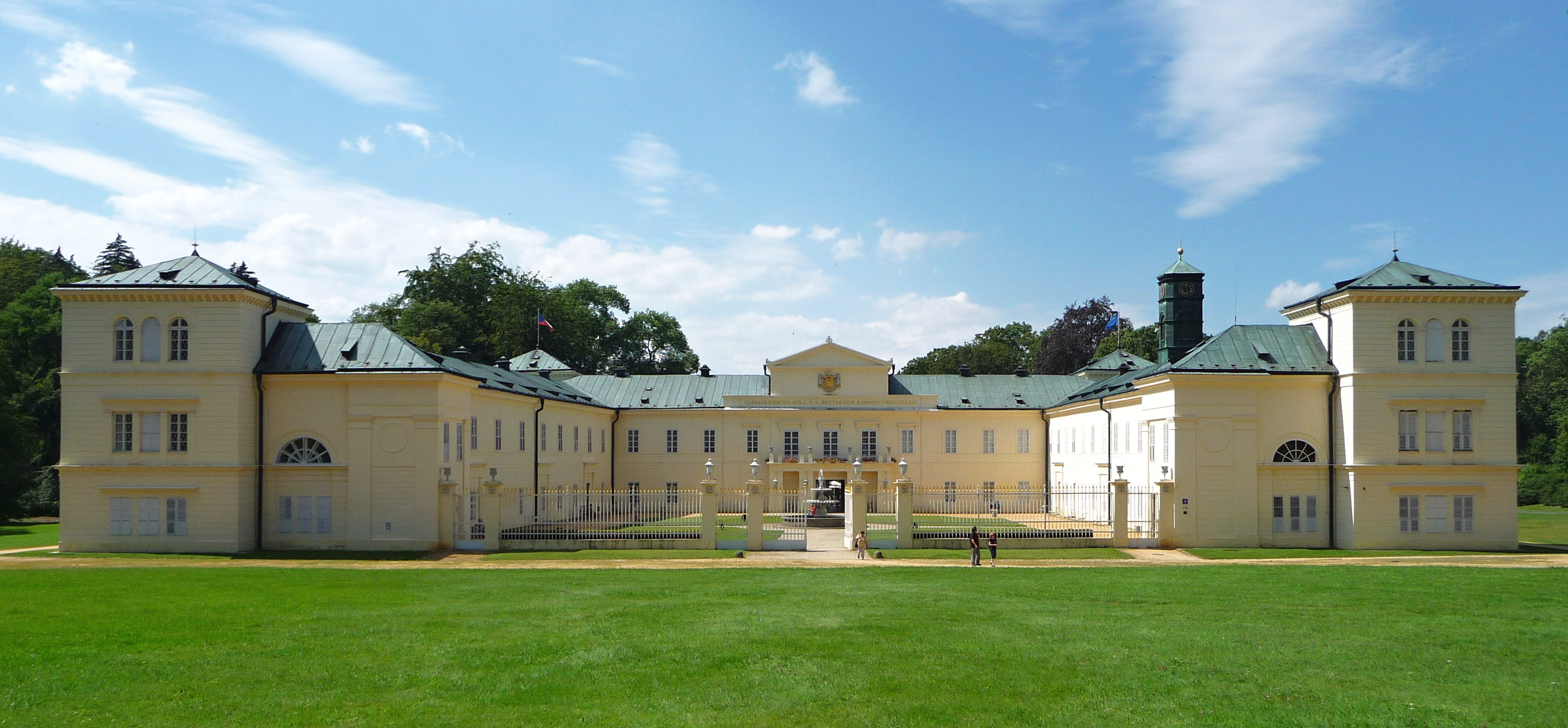
Кёнигсварт — загородная усадьба Меттерниха вблизи Хеба

В Дрездене произошло свидание Меттерниха с Наполеоном, из которого Меттерних вынес впечатление, что мир с Францией невозможен, пока не сокрушено могущество Наполеона. Когда перемирие окончилось, Австрия вступила в войну вместе с союзниками; 9 сентября 1813 года подписан был союзный договор между Англией, Пруссией, Австрией и Россией. 8 октября Меттерних заключил договор с королём баварским, а затем и с другими германскими вассалами Наполеона. Вступая с ними в союз, Меттерних придал совершенно новый характер германской и прусской политике. Штейн и его единомышленники, руководившие наступательным движением Пруссии, надеялись создать в Германии сильную верховную власть. Меттерних боялся даже мысли о народном движении, а к Штейну, с его идеями национального парламента и его намерением низвергнуть с престола бывших членов Рейнского союза, относился почти так же враждебно, как к якобинцам 1792 года.
Чувствуя глубокое отвращение ко всякому воплощению идеи германского национального единства, Меттерних отговорил императора Франца принять предложенный ему титул германского императора. Теплицкий трактат 9 сентября постановил, что все государства Рейнского союза будут пользоваться полной независимостью; этим положен был конец всяким планам объединения германской нации. На конгрессе в Шатильоне (февраль 1814 года) Меттерних, желавший мира и обладавший громадным влиянием на решения союзных держав, предложил Наполеону самые выгодные условия мира; но требования французского уполномоченного оказались непомерными даже для миролюбивого австрийского императора, и 1 марта союзники подписали в Шомоне новый договор, которым обязывались не заключать с Наполеоном мира, пока Франция не будет введена в границы 1791 года.
После падения империи Меттерних оставался чужд интригам, последствием которых была реставрация Бурбонов. В сентябре 1814 года открылся под председательством Меттерниха Венский конгресс, заново переделавший карту Европы, причем Австрии досталась львиная доля добычи. Враждебный взгляд Меттерниха на единство Германии и Италии восторжествовал; Ломбардия и венецианская область были присоединены к Австрии, а остальная Италия была по-прежнему разделена на мелкие государства.
С 1815 по 1848 годы Меттерних является опорой европейского застоя и всеми силами старается поддержать систему абсолютизма, созданную Священным союзом. Относясь с полнейшей нетерпимостью ко всяким принципам, противоречащим его собственным, граф задавался только одной мыслью: ничего не изменять в положении дел, которое было установлено. Достигнуть этого в старинных австрийских владениях было нетрудно, потому что там вообще не было стремления идти вперед; но вне Австрии, на севере и юге, были распространены идеи, которые, по мнению Меттерниха, никогда не должны были появляться на свет, поэтому он ополчился против всех либеральных движений. Он до глубины души ненавидел конституционные и национальные идеи и верил, что его миссия — поддерживать власть. Все усилия расширить основы или изменить формы правления он подводил под одну мерку, считая их порождением революционного духа. Орудием его политики послужил ряд конгрессов: в Ахене (1818), Карлсбаде (1819), Троппау (1820), Лайбахе (1821), Вероне (1822).
В 1819 году убийство Августа фон Коцебу студентом Зандом предоставило превосходный повод организовать Меттерниху крестовый поход против либерализма. В Карлсбаде собран был конгресс, в котором участвовали представители восьми германских государств; в его протоколы вписывались только заключения, заранее составленные Меттернихом. Движение молодежи в Германии было подавлено; был установлен строгий надзор за прессой и университетами; в Майнце учреждена комиссия для расследования заговоров, имевших целью якобы ниспровергнуть существующий порядок и провозгласить единую германскую республику; задержано было введение конституций в тех государствах, где они не были ещё введены, и извращено, по возможности, конституционное правление там, где оно уже существовало; множество обществ было закрыто; преследования предприняты в грандиозных размерах; в Германии усилился авторитарный режим и начались репрессии; газетам запрещено было обсуждать германские дела. Конституционные движения в Италии и Испании были полностью разгромлены.
В 1821 году Греция восстала против турецкого владычества. Движение это было чисто национальное и религиозное, но Меттерних отнесся к нему как к восстанию против предержащих властей, особенно опасному для Австрии, интересы которой требуют поддержки Османской империи. На Веронском конгрессе Меттерниху удалось склонить на свою сторону даже российского императора Александра и удержать его от заступничества за единоверцев.

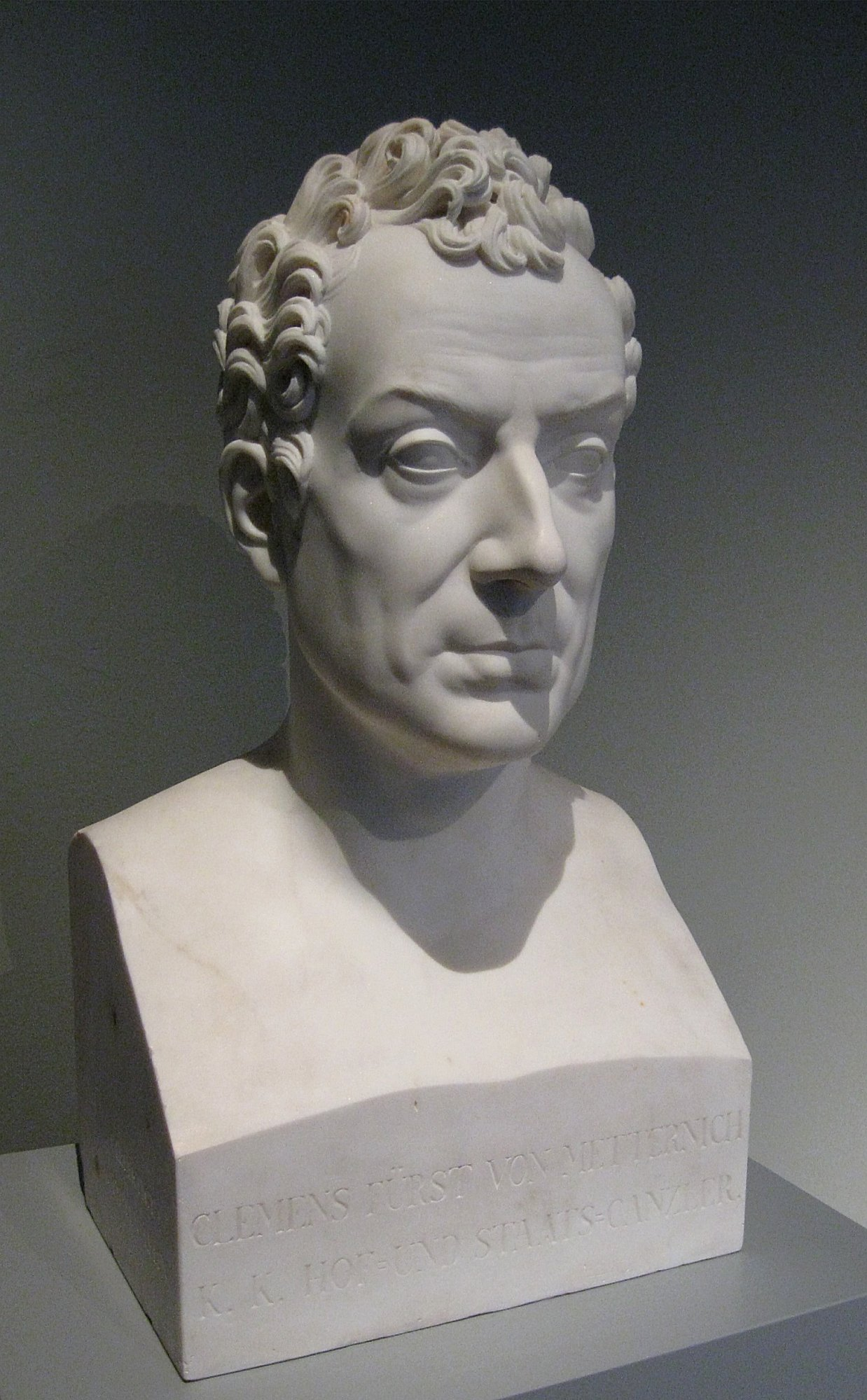
Бюст князя Меттерниха.
Иоганн Непомук Шаллер, 1827

Вступление на престол императора Николая I в 1825 году и перемена министерства в Англии (Каннинг) изменили положение дел. 4 апреля 1826 года был заключен союз между Петербургским и Лондонским дворами, к великому огорчению Меттерниха, не щадившего слов для выражения своего недовольства.
В 1827 году подписан Лондонский трактат, к которому присоединилась Франция, и Греция была объявлена автономным государством. Это был первый удар, нанесенный политике Меттерниха. Вторым ударом была июльская революция 1830 года.
Меттерних был уверен, что своими насильственными мерами он искореняет дух недовольства и навсегда подавляет его; оказалось, однако, что оно ждет только возможности свободно высказаться. Революционное движение коснулось и Германии и вызвало сильные смуты, главным образом в Южной Германии. На этот раз, однако, Меттерниху удалось справиться с движением и провести на сейме декрет об учреждении комиссии для надзора за политическими процессами в Германии. Около 2000 человек по этой причине было предано суду.
В 1833 году в Мюнхенгреце был вновь подтвержден союз между тремя восточными державами, а в Париж было послано заявление о праве их вмешательства в дела остальных держав для борьбы с революцией. В самой Австрии Меттерних правил неограниченно. Новый император Фердинанд I сохранил за ним прежнюю роль первого советника и руководителя во всех делах, однако с течением времени из-за отсутствия энергичной воли императора и противодействия графа Коловрата-Либштейнского (руководил с 1826 года австрийским Государственным советом, ответственным за внутренние дела и финансы) монопольное положение Меттерниха в государственном аппарате Австрии стало слабеть. Сфера деятельности канцлера всё больше ограничиваясь внешней политикой и согласованием династических браков (в частности он добился отказа Луи Филиппу и в желании заключить брак между его сыном Фердинандом Филиппом и принцессой Марией Терезией Тешенской). Постоянные разногласия между двумя лидерами парализовывали австрийское правительство и в конечном итоге способствовал краху «системы Меттерниха».
В 1840 году восточный вопрос чуть было не привёл к разрыву между Францией и Англией, к великому удовольствию Меттерниха; но затем он убедился, что вытекавшая из этого разрыва война могла принять благоприятный для России оборот, поэтому он первый предложил в 1841 году своё посредничество для поддержания мира.
В 1846 году испанские браки привели к недоразумениям между Англией и Францией; последняя сблизилась с Венским двором, но в следующем же году между ними произошло охлаждение из-за швейцарских дел. Восшествие на папский престол Пия IX послужило в Италии сигналом для либеральных и национальных движений, вскоре перешедших в Венгрию и Богемию. Меттерних тщетно старался бороться с ними, когда провозглашение Французской республики привело к новым осложнениям. Давно уже в австрийских областях, находившихся в непосредственном соседстве со столицей, возникло враждебное, скептическое отношение к Меттерниху, с течением времени все усиливавшееся. Устарелый формализм Меттерниха и всей системы, олицетворенной в нём, делали правительство предметом всеобщих насмешек, а иногда и глубокого презрения. По мере того как столица становилась более культурной и более развитой в умственном отношении, гнет опеки, направленной против независимости мысли, делался всё более и более нестерпимым. В 1848 году не было недостатка в военной силе, которая могла бы держать столицу в подчинении; но правительству не хватило прозорливости и энергии, чтобы выдержать первый взрыв революции, вспыхнувшей 13 марта. Одна депутация за другой требовали уступок. Меттерних, не придававший сначала серьёзного значения восстанию, согласился, наконец, на некоторые реформы и вышел в соседнюю комнату для составления указа об уничтожении цензуры. Во время его отсутствия среди депутаций, толпившихся в зале совета, раздался крик: «Долой Меттерниха!» Престарелый Меттерних вернулся, увидел, что товарищи покинули его, и удалился, чтобы вручить императору прошение об отставке.

## Отставка
Имя Меттерниха было так тесно связано с правительственной системой в Австрии, что при первом известии о его отставке волнение мигом успокоилось. С помощью оставшегося ему верным секретаря он выехал из города в ночь на 14 марта, скрывался несколько дней у родственников в замке Лихтенштайн и затем, перебравшись через саксонскую границу, отправился в Великобританию, а в октябре 1848 года перебрался в Бельгию. В 1851 году Меттерних вернулся в Вену и занял своё прежнее высокое положение в обществе. Император Франц Иосиф I, сменивший отрекшегося Фердинанда, часто обращался к нему за советом, но не приглашал его принять активное участие в управлении, что очень огорчало опытного Меттерниха. Во время Крымской войны он написал немало проектов; даже перед самой смертью, в начале войны 1859 года он всё ещё активно работал. Скончался в Вене в возрасте 86 лет.

## Награды
- Орден Золотого руна[5]
- Военный орден Марии Терезии, большой крест[5]
- Королевский венгерский орден Святого Стефана, большой крест[6]
- Золотой гражданский крест «За заслуги» 1813/14
- Династический орден Альбрехта Медведя, большой крест (Герцогства Ангальт-Бернбург, Ангальт-Дессау, Ангальт-Кётен)[6]
- Орден Святого Губерта (Бавария)[5][6]
- Орден Верности, большой крест (Великое герцогство Баден)[5][6]
- Орден Южного Креста, большой крест (Бразилия)[5][6]
- Орден Вюртембергской короны, большой крест (Королевство Вюртемберг)[5][6]
- Королевский Гвельфский орден, большой крест (Королевство Ганновер)[6][7]
- Орден Людвига (Великое герцогство Гессен)[6]
- Орден Золотого льва, большой крест (Гессен-Кассель)[6][7]
- Орден Спасителя, большой крест (Греция)[6]
- Орден Слона (1814, Дания)[5][6]
- Орден Карлоса III, большой крест (Испания)[6][7]
- Большой крест Чести и Преданности (Мальтийский орден)[5][6]
- Орден Нидерландского льва, большой крест (Нидерланды)[6][7]
- Орден Святого Януария (Королевство Обеих Сицилий)[6][7]
- Орден Святого Фердинанда и Заслуг, большой крест (Королевство Обеих Сицилий)[7]
- Константиновский орден Святого Георгия (Пармское герцогство)[7]
- Орден Христа, большой крест (Португалия)[7]
- Орден Чёрного орла (13.09.1813, Пруссия)[5][6]
- Орден Красного орла 1-го класса (13.09.1813, Пруссия)[5][6]
- Орден «Pour le Mérite für Wissenschaften und Künste» (1842, Пруссия)[8]
- Орден Святого апостола Андрея Первозванного (27.08(08.09).1813, Россия)[5][6][9]
- Орден Святого Александра Невского (27.08(08.09).1813, Россия)[5][6]
- Орден Святой Анны 1-й степени (27.08(08.09).1813, Россия)[5][6]
- Орден Саксен-Эрнестинского дома, большой крест (Герцогства Саксен-Альтенбург, Саксен-Кобург-Гота, Саксен-Мейнинген)[6]
- Орден Белого сокола, большой крест (Великое герцогство Саксен-Веймар-Эйзенах)[6]
- Орден Рутовой короны (Королевство Саксония)[6][7]
- Высший орден Святого Благовещения (Сардинское королевство)[5][6][10]
- Орден Святого Иосифа (Великое герцогство Тосканское)[5][6]
- Орден Почётного легиона, большой крест (Франция)[5][6]
- Орден Святого Духа (Франция)[6]
- Орден Серафимов (12.04.1814, Швеция)[5]

## Семья и личная жизнь
Меттерних был женат трижды: на Элеоноре (внучке своего знаменитого предшественника Кауница), Антуанетте Лейкам, и графине Мелани Зичи, пережив их всех. Его любовницей стала вдова генерала Багратиона, Екатерина Павловна, урожденная Скавронская. У любовников была дочь, Клементина, в замужестве графиня Блом. Также имел романы с Каролиной Бонапарт (сестрой Наполеона и женой Мюрата) и Доротеей Бенкендорф (сестрой шефа жандармов). Наибольшую страсть испытывал к Вильгельмине, герцогине Саганской (внучке Бирона).
Титулы, приобретённые канцлером, унаследовал его сын Рихард (1829—1895) — также дипломат, посол в Париже. Салон супруги Рихарда (и одновременно племянницы) Полины считался первым в Париже эпохи Второй империи.

## Сочинения
Собрание писем, автобиография и проч., составленные Меттерних, изданы его семьёй под заглавием: «Denkwürdigkeiten». Издание появилось на французском в 1879 году, на немецком и на английском языке в 1880—1884 годах. Дополнением к мемуарам графа и пояснением его деятельности могут служить переписка Генца и Кестльри. См. также:
- Меттерних К. В. фон Записки князя Меттерниха о состоянии умов в Европе и об обязанностях правительств в 1848 годах / Сообщ. П. А. Мухановым Архивная копия от 6 апреля 2016 на Wayback Machine // Русская старина, 1873. — Т. 8. — № 11. — С. 782—799.
- Меттерних К. В. фон Записки Меттерниха. Изложение, отрывки Архивная копия от 7 марта 2016 на Wayback Machine // Исторический вестник, 1880. — Т.1. — № 2. — С. 374—392.
- Меттерних К. В. фон Император Александр I. Портрет, писанный Меттернихом в 1829 году Архивная копия от 11 октября 2011 на Wayback Machine // Исторический вестник, 1880. — Т. 1. — № 1. — С. 168—180.

## Образ в кино
- «Наполеон, эпопея Наполеона[итал.]» (немой, Италия, 1914) — актёр Арман Пугет
- Герцог Рейхштадтский / Der Herzog von Reichstadt (Австрия, 1921) — актёр Гуго Вернер-Кале[нем.]
- «Агония орлов[фр.]» (немой, Франция, 1922) — актёр Морено
- «Ватерлоо[нем.]» Германия, 1929) — актёр Карл Грауманн[нем.]
- «Наполеон на острове Святой Елены[нем.]» (немой, Германия, 1929) — актёр Камилло Кошшут[нем.]
- «Орлёнок[фр.]» (Франция, 1931) — актёр Анри Дефонтен[фр.]
- «Конгресс танцует» (Германия, 1931). В роли Меттерниха актёр Конрад Фейдт
- «Герцог Рейхштадтский[фр.]» (Германия, Франция, 1931) — актёр Эрвин Кальсер[нем.]
- Так закончилась любовь[нем.] (Германия, 1934) — актёр Густаф Грюндгенс
- «Сто дней[нем.]» (Германия, Италия, 1935) — актёр Курт Юнкер
- «Майское поле» (Италия, 1936) — актёр Ламберто Пикассо[итал.]
- «Королевский развод[англ.]» (Великобритания, 1938) — актёр Лоренс Ханрей[англ.]
- «Хромой дьявол» (Франция, 1948) — актёр Морис Эсканд[фр.]
- «Наполеон: путь к вершине» (Франция, Италия, 1955). В роли Меттерниха актёр Отто Вильгельм Фишер
- Прекрасная лгунья (Франция, ФРГ, 1959) В роли Меттерниха Шарль Ренье
- «Наполеон II Орлёнок[фр.]» (Франция, 1961) — актёр Франсуа Мэтр[фр.]
- «Наполеон» (Франция, 2002) — Роль Меттерниха исполнил Джулиан Сэндс